# 董纯 (隋朝)
董纯（？—613年），字德厚，陇西成纪人，隋朝将领。

## 生平
董纯少有膂力，弓马娴熟。在北周仕历任司御上士、典驭下大夫，封固始县男，邑二百户。从周武帝平北齐，以功拜仪同，进爵大兴县侯，增邑通前八百户。
581年隋文帝受禅，进爵汉曲县公，累迁骠骑将军。后以军功进位上开府。开皇末年，以功劳旧勋擢拜左卫将军，不久改封顺政县公。
仁寿四年（604年），汉王杨谅因不满其兄隋炀帝杨广即位，在并州起兵作乱，隋炀帝派杨素征剿，董纯担任行军总管、河北道安抚副使，随杨素平定了杨谅。以功拜柱国，进爵为顺政郡公，增食邑二千户。转左备身将军，赐女妓十人，缣彩五千匹。数年后，转左骁卫将军、彭城留守。
隋炀帝次子齐王杨暕因太骄纵被炀帝监禁，董纯因与杨暕交通，炀帝当庭谴责他道：“你借着宿卫皇宫，才到大官，为何附傍吾兒，是想要离间我父子吗？”董纯道：“臣本微贱下才，过蒙奖擢，先帝察臣小心，宠逾涯分，陛下重加收采，位至将军。欲竭馀年，报国恩耳。此前几次参见齐王，只是以先帝、先后在仁寿宫时，抱着元德太子（杨昭）及齐王坐在腿上，对臣说：‘汝看好此二兒，勿忘吾言也。’臣奉诏之后，才每次执班后去齐王府看望齐王。臣是不敢忘记先帝之言。那时陛下也是侍侍在先帝之侧。”炀帝改变怒容道：“确有此事。”于是放了他。数日后，外放为汶山太守。一年多后，突厥寇边，朝廷以董纯是宿将，转任为榆林太守。突厥有入境的，都被董纯击退。同时彭城贼帅张大彪、宗世模等聚众到数万，在徐、兗等地作乱。炀帝令董纯领兵征讨。董纯起初闭营不与敌兵接战，敌兵屡次挑战见官兵不出来，以为怕敌，于是不加防备，纵兵大掠各地。董纯选精锐击之，在昌虑将敌军围住大战，大破之，斩首万馀级，筑为京观。贼首魏骐驎众万馀人，依据单父，董纯进军攻击，又破之。大业九年（613年）炀帝再次征辽东高句丽，复以董纯为彭城留守（今徐州）。东海贼彭孝才聚众数千，掳掠怀仁县，转入沂水，驻扎在五不及山。董纯以精兵击之，生擒彭孝才于阵中，将其车裂，馀党各散。当时百姓思乱，盗贼日益猖獗，董纯虽然多次征剿获胜，但各地仍风烟四起。董纯政敌诬蔑他怯懦怕战，不能平贼，炀帝大怒，派使者将董纯锁拿回东都洛阳。有司见炀帝极为愤怒，就判了董纯死罪，将他斩首。

## 家庭

### 祖父
- 董和，后魏太子左卫率。

### 父亲
- 董，北周柱国。

### 子孙
- 子：董玉，隋扬州司马，徐泗密三州诸军事、徐州刺史
  - 孙：董恭训，唐海陵县令
    - 曾孙：董希令，唐隆州西水令